# Ленінський проспект (платформа)
Ленінський проспект — залізнична платформа в межах Санкт-Петербургу на Балтійському (Санкт-Петербург - Каліщі та Санкт-Петербург - Гатчина (через Красне Село)) та Лузькому (Санкт-Петербург - Гатчина - Сіверська - Луга) напрямках.
Платформа розташована біля Ленінського проспекту. За 1,1 км на захід від платформи знаходиться станція метро «Ленінський проспект» (дві зупинки наземного транспорту). У протилежному напрямку, через три зупинки наземного транспорту, знаходиться станція метро «Московська» (за 2,2 км на схід від платформи). На платформі зупиняються всі проходять через неї приміські поїзди, крім електропоїздів підвищеної комфортності.
Уздовж платформ проходять шість колій: дві для вантажних поїздів (що прямують на станцію Автово і до Вугільної гавані або на станцію Нарвська) і чотири для пасажирських (що прямують з Балтійського вокзалу). Колії прямують мостом над Ленінським проспектом. Далі за мостом починається розгалуження колій на три напрямки: дві пасажирські на ст. Лігово, інші дві колії на ст. Передпортова і дві вантажних (різко згортають зліва направо, потім під залізничним мостом) на вантажний відсік станції Передпортова.